# Photographie de rue

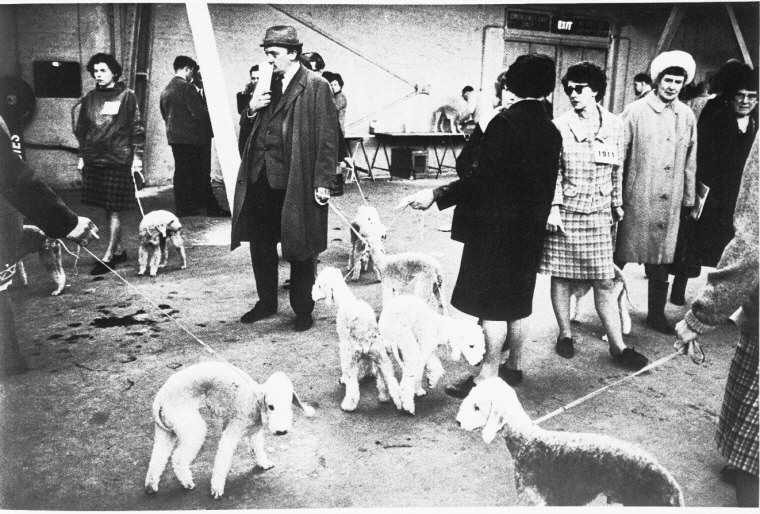
Crufts Dog Show 1968, de Tony Ray-Jones (1968).

La photographie de rue (« Street Photography » en anglais) est une pratique de la photographie en extérieur, dont le sujet principal est une présence humaine, directe ou indirecte, dans des situations spontanées et dans des lieux publics comme la rue, les parcs, les plages ou les manifestations.
Initiée par Walker Evans, son histoire a été marquée par des photographes tels que Robert Frank, Lee Friedlander, Garry Winogrand, William Klein, Bruce Gilden, Joel Meyerowitz et plus récemment Vivian Maier.

## Terminologie
La photographie de rue est un concept fourre-tout, flou et mal défini, qui recoupe ceux de photographie documentaire, de photographie sociale et de photojournalisme.
Par ailleurs, certains auteurs ne distinguent pas la photographie de rue et la photographie de rues (comme celle que pratiquait par exemple Eugène Atget).
D'autres encore assimilent toutes les photographies prises dans les rues à des photographies de rue, catégorisant alors Henri Cartier-Bresson comme faisant de la photographie de rue alors que, si l'on se réfère à sa définition célèbre de la photographie (« La photographie est pour moi, la reconnaissance simultanée, etc. »), il n'en faisait pas.

## Un lien entre le documentaire et l’art
La photographie de rue et la photographie documentaire ont plusieurs points en commun, en particulier par leur capacité à capter la vie quotidienne et à documenter la réalité sociale. D’ailleurs, au début, les photographes de rue tels que Lewis Hine ou Jacob Riis avaient avant tout une intention « informative et figurative » .
D’une part, la photographie de rue, souvent spontanée et non mise en scène, vise à saisir des moments éphémères dans les espaces publics, révélant ainsi la diversité humaine et les interactions sociales. Elle offre une perspective unique sur le monde moderne, avec un regard attentif aux détails du quotidien.
D’autre part, la photographie documentaire s'efforce de témoigner de l’histoire actuelle et d’aborder des problématiques sociales de manière plus structurée et narrative. Elle vise à informer, sensibiliser et provoquer une réflexion sur des sujets spécifiques, en adoptant une approche souvent plus engagée.

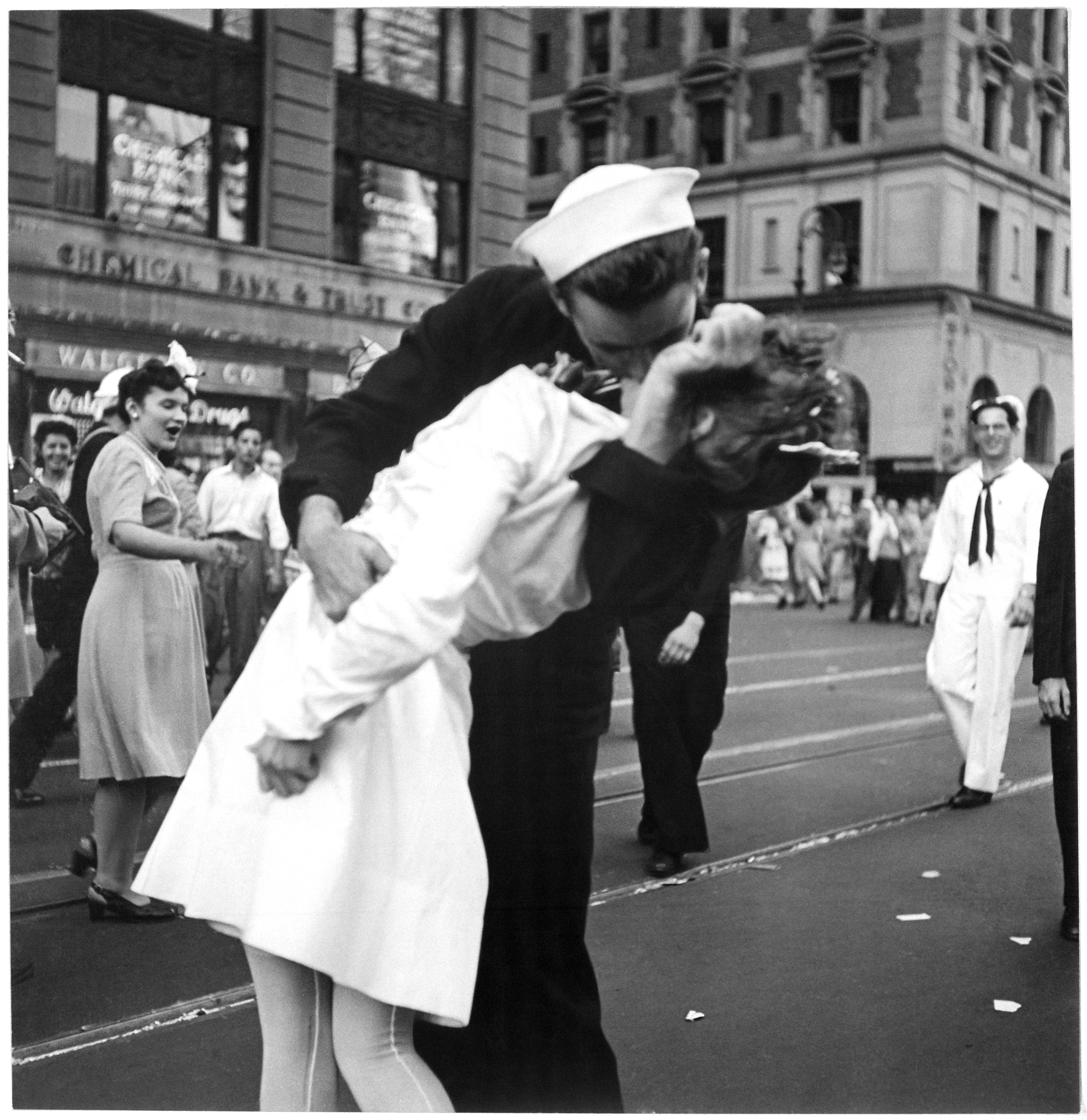
V-J Day in Times Square, prise par Alfred Eisenstaedt en 1945.

Cependant, la frontière entre ces deux genres reste fine : la photographie de rue peut servir d'outil documentaire en capturant des instants reflétant des réalités sociales et culturelles. En effet, nous pouvons nous référer aux célèbres photographies prises par Alfred Eisenstaedt. Notamment V-J Day in Times Square de 1945, qui immortalise la célébration de la victoire américaine sur le Japon à la fin de la Seconde Guerre mondiale. Cette image est devenue un emblème de la fin du conflit et des émotions de l’époque. Par son caractère spontané et l’expression d'une joie commune, cette photo illustre parfaitement comment la photographie de rue peut capter non seulement des personnes, mais aussi des moments historiques et des états d'esprit collectifs.
Ainsi, la photographie de rue agit comme un pont entre le documentaire et l’art, regroupant la créativité et la capacité à révéler des vérités humaines. Elle permet de brouiller les lignes entre l'observation artistique et l'engagement social .

## Spécificités géographiques

### Europe

#### France
Du fait de l'héritage laissé par les impressionnistes, Paris est parfois qualifiée de berceau de la photographie de rue .

#### Grande-Bretagne
C'est à Londres que John Thomson réalise en 1876 les premières photographies de rue.

### États-Unis d'Amérique
Les débuts de la photographie de rue aux États-Unis peuvent être mis en parallèle avec ceux du jazz en musique, tous deux exprimant franchement une représentation de la vie quotidienne. Ce lien est visible dans les travaux de l'école de photographie de New York, qui n'était pas une institution formelle mais plutôt un courant de pensée constitué de groupes de photographes new-yorkais du milieu du XXe siècle.
Un de ses photographes les plus éminents, Robert Frank, faisait partie du mouvement vibrant tourné vers les Noirs-américains et les contre-cultures. Il s'est fait connaître en partie grâce à son livre célèbre, Les Américains, dans lequel ses images brutes, sans mise au point permanente, interrogent les courants dominants en photographie de son époque, comme les paysages d'Ansel Adams. La communauté de photographes dominants aux États-Unis avait alors violemment rejeté les travaux de Robert Frank. Mais avec le temps, ceux-ci sont devenus une référence pour les nouveaux photographes cherchant à échapper au carcan de l'ancienne école.

## Quelques photographes de rue notoires
En attendant une définition rigoureuse et consensuelle de la photographie de rue, voici quelques photographes  donnés par des sources concordantes comme étant des « photographes de rue » ou faisant de la « photographie de rue » : 
- Berenice Abbott
- Eugène Atget [4].
- Édouard Boubat
- Brassaï
- Henri Cartier-Bresson
- Bruce Davidson
- Raymond Depardon
- Robert Doisneau
- Elliott Erwitt
- Walker Evans
- Flo Fox
- Robert Frank
- Leonard Freed
- Lee Friedlander
- Cristina García Rodero
- Bruce Gilden
- Ara Güler
- Charles Harbutt
- Erich Hartmann
- Richard Kalvar
- William Klein
- Sergio Larrain
- Guy Le Querrec
- Saul Leiter
- Helen Levitt
- Vivian Maier
- Steve McCurry
- Jeff Mermelstein
- Joel Meyerowitz
- Lisette Model
- Inge Morath
- Daido Moriyama
- Hildegard Ochse
- Tony Ray-Jones
- Marc Riboud
- Willy Ronis
- Boris Savelev
- William Eugene Smith
- Louis Stettner
- Paul Strand
- Christer Strömholm
- John Thomson
- Sabine Weiss
- Henry Wessel Jr.
- Garry Winogrand
- Bernard Pierre Wolff
- Tom Wood

### Conférences
- Bernard Jolivalt, « La photographie de rue situationniste », 2016.